# Bernhard Hammer
Bernhard Hammer (ur. 3 marca 1822 w Olten, zm. 6 kwietnia 1907 w Solurze) – szwajcarski polityk, członek Rady Związkowej od 10 grudnia 1875 do 31 grudnia 1890. Kierował następującymi departamentami:
- Departament Finansów (1876 – 1878, 1880 – 1890)
- Departament Polityczny (1879)[1]

## Życiorys
Był członkiem Radykalno-Demokratycznej Partii Szwajcarii.
Pełnił funkcje wiceprezydenta (1878, 1888) i prezydenta (1879, 1889) Konfederacji.